# Californian
Il Californian fu un piroscafo mercantile britannico della compagnia Leyland Line, varato in Scozia nel 1901 e divenuto celebre per il controverso episodio in cui non prestò soccorso al Titanic nella notte tra il 14 e il 15 aprile 1912.

## Naufragio del Titanic
Alle 23:40 del 14 aprile 1912, durante la sua traversata inaugurale, il transatlantico Titanic si scontrò con un imponente iceberg: i danni riportati furono tali da far colare la nave a picco in poco meno di tre ore. In quei medesimi momenti, il Californian era di fatto la nave più vicina al Titanic, in quanto si trovava a circa 10 miglia di distanza, stazionando a macchine ferme da poco meno di un'ora per evitare a sua volta collisioni accidentali con lastroni di ghiaccio o iceberg, presenti in abbondanza in tale zona dell'oceano. Poco prima il radiotelegrafista del Californian Cyril Evans aveva inviato un messaggio per allertare le navi nelle vicinanze su tali rischi, ma il collega del Titanic Jack Phillips, dopo averlo udito con un volume molto elevato a causa della vicinanza tra le due navi, rispose stizzito, dicendogli di lasciare libera la linea telegrafica in quanto stava comunicando i messaggi dei suoi passeggeri a Cape Race. L'operatore del Californian terminò il turno di servizio e lasciò la stazione radio della nave intorno alle 22.40, dunque i messaggi di soccorso del Titanic, spediti dopo le 23.40, rimasero totalmente inascoltati. I naufraghi vennero successivamente soccorsi e caricati a bordo dal transatlantico Carpathia, giunto sul posto intorno alle 4.00, circa 90 minuti dopo l'affondamento.
Particolarmente suggestiva fu la descrizione che il 2º ufficiale Stone del Californian diede dell'accaduto, affermando di aver visto degli spari pirotecnici bianchi levarsi dalle luci di una nave non molto distante:
Il comandante Stanley Lord fu informato dell'accaduto, ma, non riuscendo né lui né i suoi marinai a capire il significato dello sparo pirotecnico, si limitò a ordinare un tentativo di contatto con la lampada tramite codice Morse, operazione che venne fatta anche dai marinai del Titanic, rivelatosi però inutile.
Per molti anni dopo la tragedia, Stanley Lord fu accusato e ritenuto responsabile del mancato soccorso al Titanic, successivamente se la cavò “soltanto” con durissime condanne morali.

## Prima guerra mondiale
La nave continuò il suo servizio fino allo scoppio della prima guerra mondiale, quando venne requisita dalle autorità britanniche per impiego militare. La sua carriera terminò il 9 novembre 1915, quando a 61 miglia a sudest di capo Matapan fu silurata dall'U-Boot tedesco U-35, comandato dal Korvettenkapitan Waldemar Kophamel, mentre navigava in zavorra sulla rotta tra Salonicco e Marsiglia; la nave era stata già colpita da un siluro del sottomarino U-34; vi fu una vittima e il relitto non venne ritrovato. I rilievi batimetrici della zona dell'affondamento indicano una profondità di circa 4.000 metri.